# Eugen Schmidt (Richter)
Eugen Schmidt (* 19. November 1834 in Zweibrücken; † vor 1929) war ein deutscher Reichsgerichtsrat.

## Leben
Nach dem Besuch des Herzog-Wolfgang-Gymnasium in Zweibrücken studierte der Sohn eines Ölmüllers und Kaufmanns  Rechtswissenschaften u. a. in Würzburg und Heidelberg. Er war protestantisch. 1857 wurde er auf den bayrischen Landesherrn vereidigt. 1861 kam er als Ergänzungsrichter nach Kandel und 1862 nach Zweibrücken. 1863 ging er als funktionierender Staatsprokuratorsubstitut nach Frankenthal. 1866 wurde er zum Landgerichtsassessor befördert, und im Januar 1867 zum Bezirksgerichtsassessor in Landau. Im September 1867 ernannte man ihn zum Staatsanwaltsubstitut. 1868 folgte die Ernennung zum Landrichter in Winnweiler. 1870 wurde er Bezirksgerichtsrat in Frankenthal. 1871 versetzte man ihn nach Kaiserslautern und ernannte ihn zum Handelsgerichtsrat. 1872 kam er als I. Staatsanwalt nach Kaiserslautern. 1877 beförderte man ihn zum Appellationsgerichtsrat und 1879 zum Oberlandgerichtsrat. 1886 wurde er Rat beim Bayerischen Obersten Landesgericht. 1886 wurde er an das Reichsgericht berufen. Er war im I. und III. Strafsenat tätig. Am 1. Januar 1901 trat er in den Ruhestand.

## Schriften
- Das fortgesetzte Delikt, Dr. J. A. Seuffert's Blätter für Rechtsanwendung, Band 63 (1898), S. 148.